# Anne-Laure Dalibard
Pour les articles homonymes, voir Dalibard.
Anne-Laure Dalibard, née le 5 août 1982, est une mathématicienne française, professeure à Sorbonne Université et membre du laboratoire Jacques-Louis Lions - UMR CNRS 7598 .

## Biographie
Ancienne élève de l'ENS Paris, Anne-Laure Dalibard soutient une thèse sous la direction de Pierre-Louis Lions en 2007 (Homogénéisation de lois de conservation scalaires et d'équations de transport) puis travaille à l'Ecole Normale Supérieure avec Laure Saint-Raymond. Elle est recrutée comme chargée de recherche CNRS en 2008.
Invitée pendant l'année universitaire 2013-2014 au Courant Institute of Mathematical Sciences (New-York), elle devient professeure à Sorbonne Université à son retour.
Elle organise ou co-organise l'école d'été 2017 « Dispersive hydrodynamics and oceanography: from experiments to theory » à l'École de physique des Houches et le trimestre de recherche « les mathématiques du climat et de l’environnement » en 2019 à l'Institut Henri-Poincaré,.
De 2015 à 2020, elle est porteuse d'un projet ERC (voir Conseil européen de la recherche) intitulé "Mathematical study of Boundary Layers in Oceanic Motions" (BLOC) dont le but est d'analyser différents types de couches limites intervenant dans l'analyse des courants océaniques.
Elle est membre junior de l'Institut universitaire de France depuis 2020 et secrétaire générale de la Société de mathématiques appliquées et industrielles. Elle siège également à la commission parité de son laboratoire.
Anne-Laure Dalibard présente régulièrement ses travaux dans des séminaires de diffusion comme « une question, un chercheur » ou la journée « Mathématiques en mouvement » 2019.

## Travaux
Spécialiste des équations aux dérivées partielles, elle analyse mathématiquement des phénomènes physiques (notamment en mécanique des fluides) dans lesquels plusieurs échelles sont présentes afin de comprendre leurs interactions. Une partie de son travail a des applications dans les sciences océanographiques avec la modélisation des courants.

## Distinctions
- 2010 : Cours Peccot du Collège de France[12]
- 2018 : Médaille de bronze du CNRS[13]
- 2020 : Prix Maurice-Audin[14],[15],[9]
- 2023 : Médaille de mathématique de l'Académie des sciences [16]